# Grand Prix de l'Escaut 2012
La 100e édition du Grand Prix de l'Escaut a eu lieu le 4 avril 2012. Elle a été remportée lors d'un sprint massif par l'Allemand Marcel Kittel (Argos-Shimano) devant l'Américain Tyler Farrar (Garmin-Barracuda) et le Néerlandais Theo Bos (Rabobank).
L'épreuve fait partie de l'UCI Europe Tour 2012 en catégorie 1.HC.

## Présentation

### Équipes
Classé en catégorie 1.HC de l'UCI Europe Tour, le Grand Prix de l'Escaut est par conséquent ouvert aux UCI ProTeams dans la limite de 70 % des équipes participantes, aux équipes continentales professionnelles, aux équipes continentales belges et à une équipe nationale belge.
25 équipes participent à ce Grand Prix de l'Escaut : 13 ProTeams et 12 équipes continentales professionnelles :
| Nom de l'équipe         | Pays        | Code |
| ----------------------- | ----------- | ---- |
| AG2R La Mondiale        | France      | ALM  |
| Astana                  | Kazakhstan  | AST  |
| FDJ-BigMat              | France      | FDJ  |
| Garmin-Barracuda        | États-Unis  | GRM  |
| GreenEDGE               | Australie   | GEC  |
| Katusha                 | Russie      | KAT  |
| Lotto-Belisol           | Belgique    | LTB  |
| Omega Pharma-Quick Step | Belgique    | OPQ  |
| Rabobank                | Pays-Bas    | RAB  |
| RadioShack-Nissan       | Luxembourg  | RNT  |
| Saxo Bank               | Danemark    | SAX  |
| Sky                     | Royaume-Uni | SKY  |
| Vacansoleil-DCM         | Pays-Bas    | VCD  |

| Nom de l'équipe               | Pays        | Code |
| ----------------------------- | ----------- | ---- |
| Accent Jobs-Willems Veranda's | Belgique    | ACC  |
| Argos-Shimano                 | Pays-Bas    | ARG  |
| Champion System               | Chine       | CSS  |
| Europcar                      | France      | EUC  |
| Farnese Vini-Selle Italia     | Royaume-Uni | FAR  |
| Landbouwkrediet-Euphony       | Belgique    | LAN  |
| NetApp                        | Allemagne   | APP  |
| RusVelo                       | Russie      | RVL  |
| Saur-Sojasun                  | France      | SAU  |
| SpiderTech-C10                | Canada      | SPI  |
| Topsport Vlaanderen-Mercator  | Belgique    | TSV  |
| UnitedHealthcare              | États-Unis  | UHC  |

## Classement final
|    | Coureur          | Pays       | Équipe                    |    | Temps           |
| -- | ---------------- | ---------- | ------------------------- | -- | --------------- |
| 1  | Marcel Kittel    | Allemagne  | Argos-Shimano             | en | 4 h 30 min 52 s |
| 2  | Tyler Farrar     | États-Unis | Garmin-Barracuda          | +  | m.t             |
| 3  | Theo Bos         | Pays-Bas   | Rabobank                  |    | m.t             |
| 4  | Romain Feillu    | France     | Vacansoleil-DCM           |    | m.t             |
| 5  | Manuel Belletti  | Italie     | AG2R La Mondiale          |    | m.t             |
| 6  | Elia Favilli     | Italie     | Farnese Vini-Selle Italia |    | m.t             |
| 7  | Alexander Porsev | Russie     | Katusha                   |    | m.t             |
| 8  | Sébastien Turgot | France     | Europcar                  |    | m.t             |
| 9  | Giacomo Nizzolo  | Italie     | RadioShack-Nissan         |    | m.t             |
| 10 | Guillaume Boivin | Canada     | SpiderTech-C10            |    | m.t             |

## Liste des participants
- Liste de départ complète